# Lagenorhynchus
Lagenorhynchus är ett släkte i familjen delfiner med sex arter. Arterna kan vara vanliga i sina mera begränsade utbredningsområden men de är inte så talrika som till exempel vanliga delfiner eller arter av släktena Tursiops och Stenella.

## Beskrivning
Släktet utgörs av sex arter.
- Vitsiding (L. acutus)
- Vitnos (L. albirostris)
- Peales delfin (L. australis)
- Timglasdelfin (L. cruciger)
- Stillahavsvitsiding (L. obliquidens)
- Södra Atlantvitsiding (L. obscurus)

Vuxna individer är vanligen mellan 150 och 310 cm långa. Vikten är beroende på art och ligger mellan 80 och 230 kg, hannar är tyngre än honor. De har en mörkgrå till svart färg på ovansidan och en vitaktig färg på undersidan. På kroppens sidor finns ofta kännetecknande markeringar.
I motsats till de flesta andra delfiner, som lever i tropiska hav, förekommer släktet Lagenorhynchus i tempererade eller kalla vatten. Tre arter påträffas på norra halvklotet och tre på södra halvklotet. Stillahavsvitsiding och Södra Atlantvitsiding utför ibland hopp ur vattnet men de andra arterna är inte lika akrobatiska.
Födan utgörs främst av fiskar som sillfiskar, makrill, ansjovisfiskar och kummelfiskar. Delfinerna äter även kräftdjur, bläckfiskar och blötdjur. Flockar förekommer hos alla arter men gruppernas storlek varierar. De flesta flockarna har bara omkring sex medlemmar men ibland iakttas grupper med omkring tusen individer.
IUCN listar Peales delfin med kunskapsbrist (DD) och alla andra arter som livskraftg (LC).